# Rio Cotia
O rio Cotia é um rio brasileiro do estado de São Paulo.
Faz parte do sistema de abastecimento denominado Alto Cotia, localizado na Região Metropolitana de São Paulo. Seguindo de sudoeste a oeste onde deságua na mais importante bacia hidrográfica do estado de São Paulo, cujo rio principal é o Tietê.
A sudoeste da Grande São Paulo encontra-se a Reserva Florestal do Morro Grande, Barragem Pedro Beicht, com uma fauna e flora exuberante.
O Baixo Cotia, por sua vez, não contou com essa proteção ambiental, havendo ocupação de suas várzeas, contaminação de suas águas e assoreamento ocasionado por diferentes formas de uso do solo e  atividades humanas. Há um vasto vale onde o rio preserva ainda o cinturão meândrico e mata ciliar, contribuindo para os corredores verdes, passando pelas regiões de Fazendinha, Chácara Vale do rio Cotia, no município de Carapicuíba, e Nova Higienópolis, no município de Jandira. Nas proximidades do município de Barueri, entretanto, está totalmente degradado. O sistema Baixo Cotia produz, em média, 900 litros de água 
por segundo e abastece os municípios de Barueri, Jandira e Itapevi  (cerca de 460 mil pessoas), situados na porção oeste da Região Metropolitana de São Paulo. 